# Опустя (заказник)
Опустя — гідрологічний заказник місцевого значення. Оголошений відповідно до рішення 25-ї сесії 4 скликання Вінницької обласної ради від 23.12.2005 р. № 1014.
Об'єкт знаходиться у межах північно-західної частини Українського щита на північній частині Придніпровської височини. За фізико-географічним районуванням України (О. М. Маринич, Г. О. Пархоменко, О. М. Петренко, П. Г. Шищенко, 2003) належить до лісостепової зони, Подільсько-Придніпровського краю, Північно-Західної
Придніпровської височинної області, Калинівсько — Козятинського району. Поверхня району — хвиляста лісова рівнина з чергуванням плоских і полого хвилястих ділянок, розчленованих балками.
Район належить до вологої помірно теплої агрокліматичної зони. Територія заказника перебуває в межах середньої рівнинної атлантико-континентальної області, а саме її середнього району, помірного кліматичного поясу. Клімат помірно-континентальний. Літо довге, зима коротка і тепла, з нестійким сніговим покривом, висота якого коливається в межах 10—25 см в різні роки. Пересічна температура січня становить — 6° С. Безморозний період триває 250—260 днів. Кількість опадів 550 мм/рік.
У ґрунтовому покриві переважають темно-сірі лісові (опідзолені) ґрунти та чорноземи типові, опідзолені та реградовані. За геоботанічним районуванням України, заказник належить до Європейської широколистяної області, Подільсько-Бесарабської провінції, Вінницького округу.
За геоморфологічною характеристикою ця територія являє собою акумулятивно-денудаційну рівнину. Для неї характерна сильнохвиляста рівнина місцями розсічена балками. В геологічному плані заказник приурочений до фундаменту Українського кристалічного щита, що представлений нижньопротерозойськими відкладами з гранітів, гнейсів, базальті в, магматитів. Осадові відклади, що перекривають кристалічний фундамент приурочені до неогенової системи і складені алювіальними відкладами.
В гідрологічному плані територія заказника лежить в басейні р. Десна, лівої притоки р. Південний Буг. На території басейну розташовані великодебітні низинні джерела. Джерела та водно-болотний комплекс в цілому мають велике водорегулююче значення для водопостачання р. Десна.
Фітоценоз заказника представлений типовою лучною рослинністю з домішкою степової. У вологих лучних асоціаціях переважають: осоки, м'ята, рогіз широколистий; на сухих луках: хвощ, конюшина, люцерна хмелевидна, лядвенець рогатий, сальвінія лучна, кульбаба, подорожник, цикорій; в степовій асоціації переважають: деревій, типчак, суховершки, чебрець, конюшина гірська. Степові асоціації зазнають антропогенного впливу (випасання худоби).
В природоохоронному плані об'єкт представляє наукову та естетичну цінність. Також об'єкт має велике практичне значення у водорегулюванні р. Десна.

## Галерея

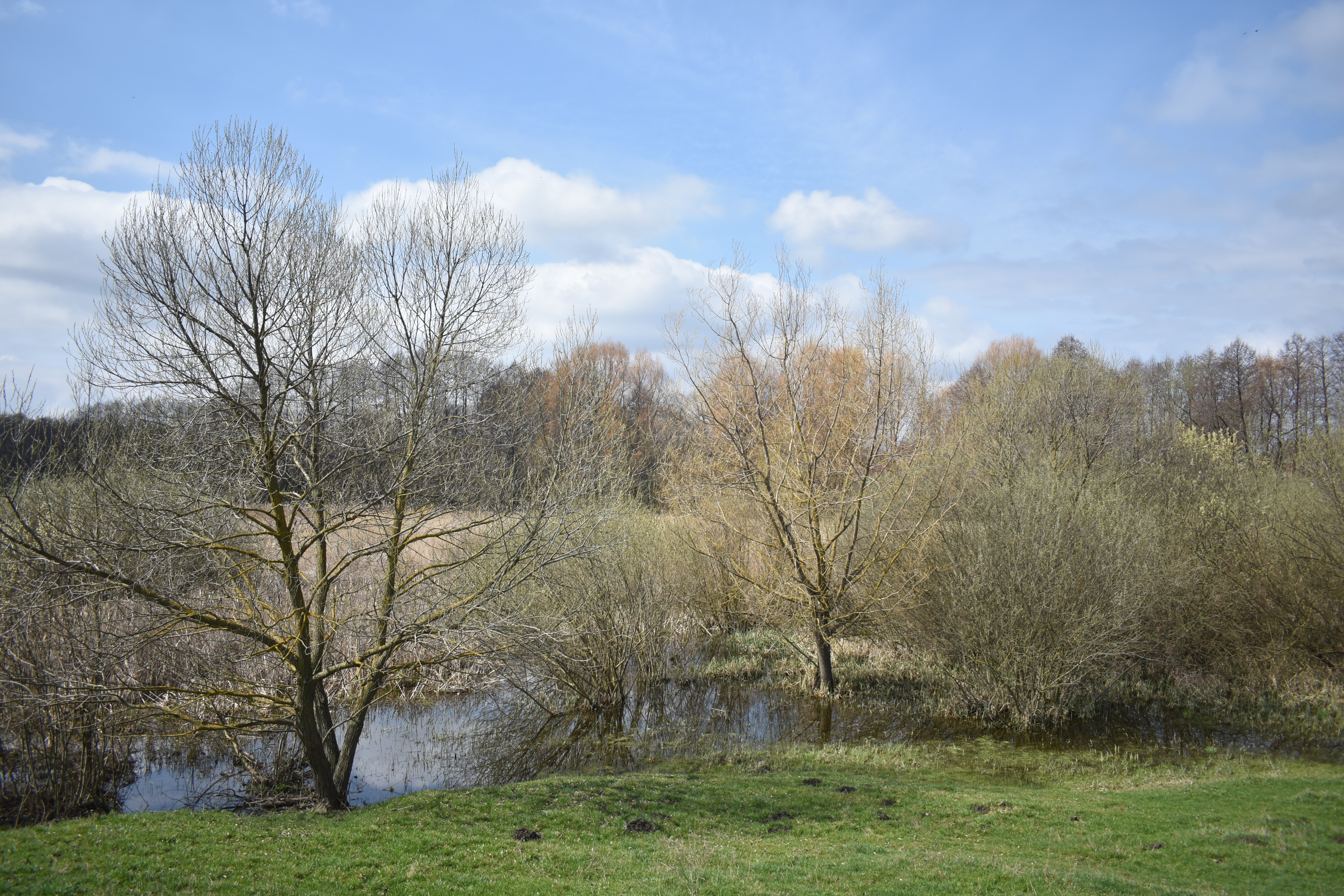
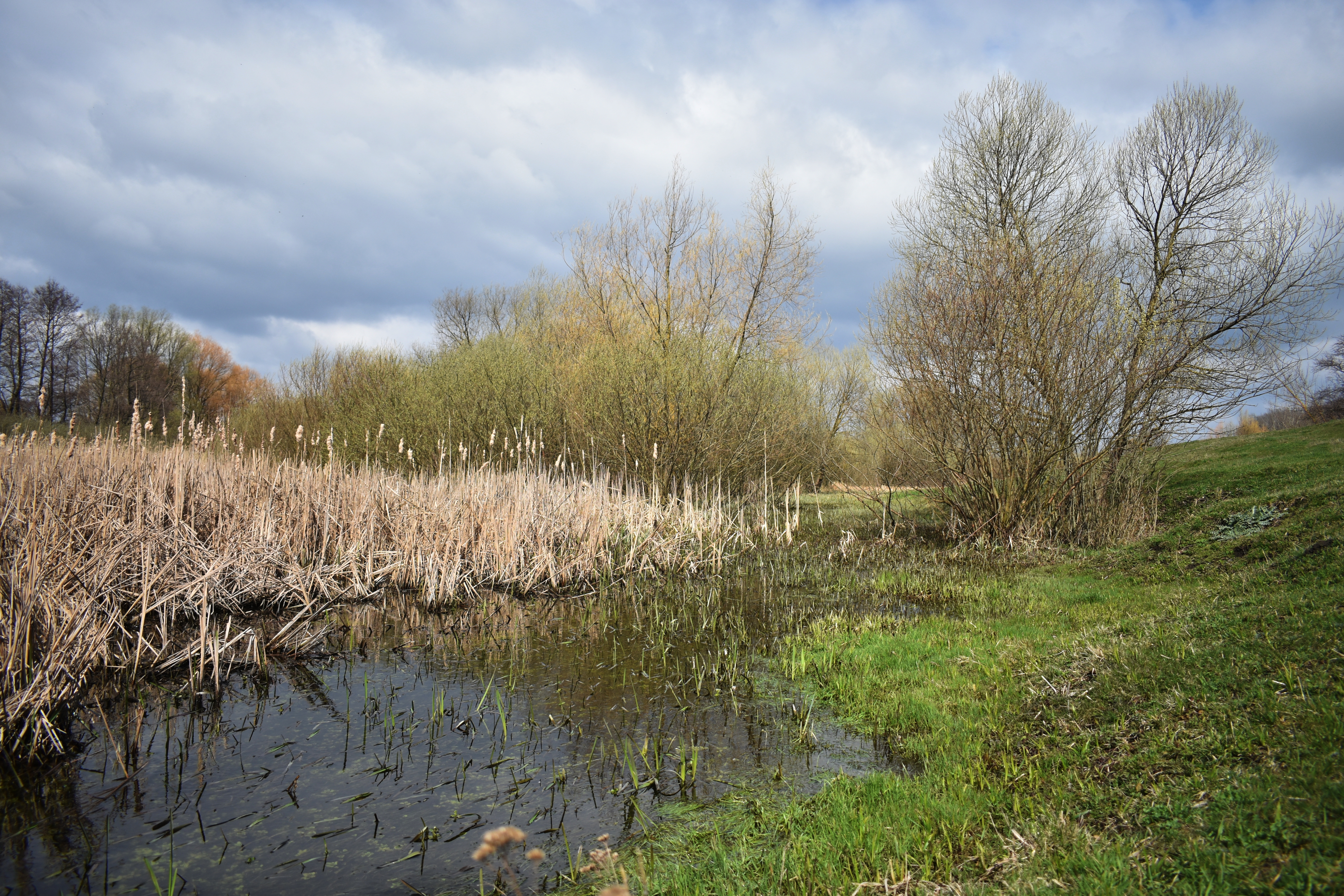
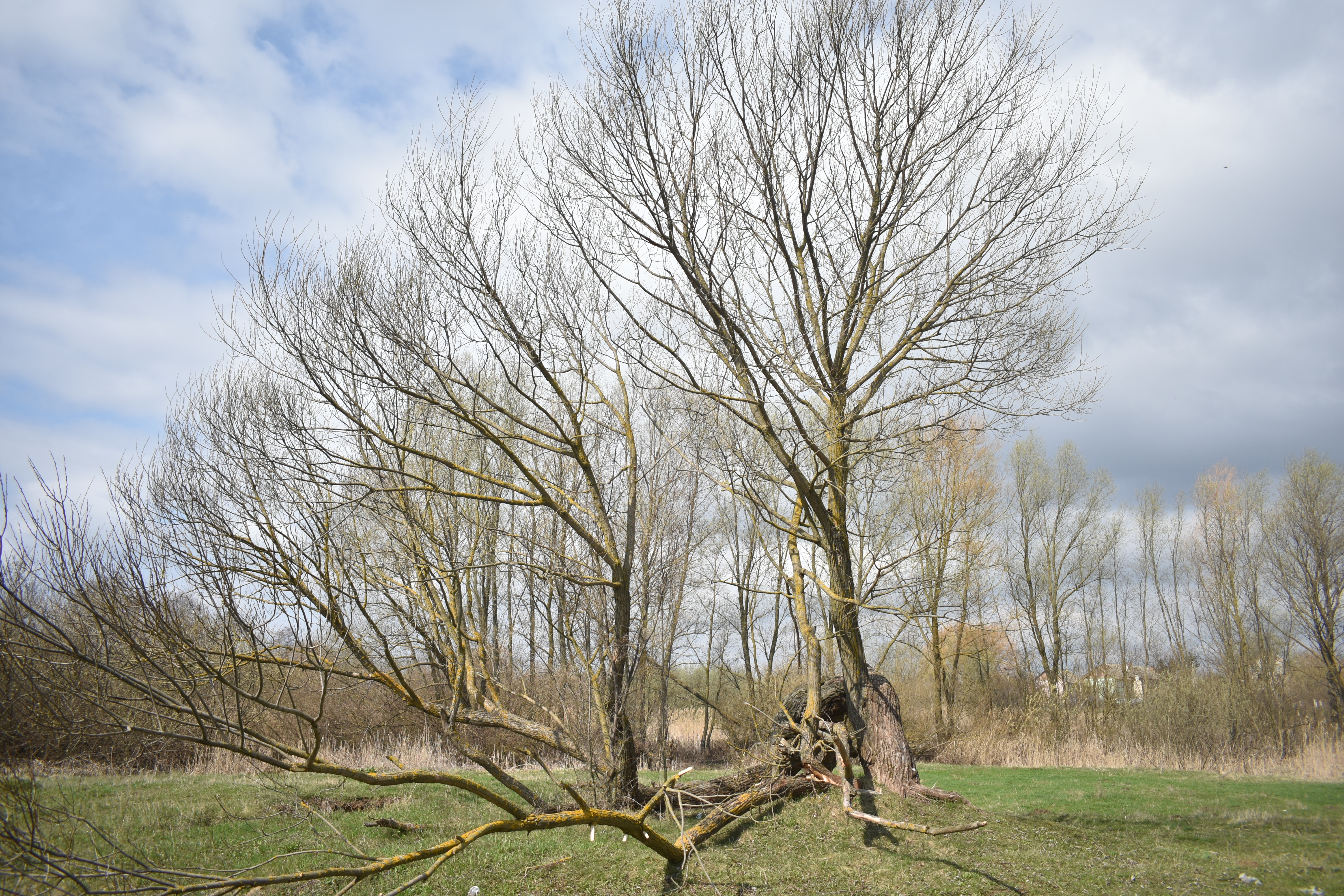